# うらかわ馬フェスタ
うらかわ馬フェスタは、日高育成牧場を中心会場に、北海道浦河郡浦河町で、毎年7月下旬に行われる馬事行事である。
このイベントは毎年7月から8月にかけて行われていた「シンザンフェスティバル」と「浦河競馬祭（うらかわ けいばまつり）」を統合したもので、北海道有数の馬産地である浦河郡最大の伝統行事である。

## 内容

### シンザンフェスティバル
日本の競馬史上2頭目（戦後初）のクラシック三冠馬を獲得したシンザンの業績をたたえ、1986年より開催されている。同行事では、浦河郡の観光PR大使として活躍するミス・シンザンの新年度メンバーの任命・表彰式（毎年2名程度。メンバーには翌年1月の京都競馬場に招待され、シンザン記念の表彰プレゼンテーターも務める）を初め、GI・JpnIクラスの重賞で優勝した日高管内の生産馬の牧場関係者表彰、一般参加者によるサラブレッドの馬上結婚式（以上同フェスタ1日目）、メイン会場の日高育成牧場の施設見学会、さらに競馬ファンの著名人を迎えたトークショーなどの馬事関連のアトラクションを主としている。
2023年に4年ぶりの再開が決まった。馬上結婚式の参加条件はウェディングドレスや高島田などの式典衣装（上限10万円で主催者が負担）を用意でき、また馬上にまたがって式典を行う関係上、安全面や新婦の健康面を踏まえ、妊娠していないこととする。また審査により当選者1組には、会場までの交通費（道外在住者はペアで10万円分、道内在住者は実費）を助成するほか、優駿ビレッジ・アエルのホテル宿泊2泊分を招待する

### 浦河競馬祭
同フェスタ2日目に行われる草競馬選手権大会。1957年開始。このコンテストでは、日高地区で生産されたポニーや、サラブレッド、アングロアラブの競走馬を一堂に集め、地元の乗馬クラブ、スポーツ少年団の騎手たちが熱戦を展開する。また、ジョッキーベイビーズ全国大会（小学4年-中学1年対象　10月　東京競馬場）の出場権1人をかけた「ジョッキーベイビーズ北海道地区予選大会」が2レース行われ、その2つの競走の総合成績1位の騎手が全国大会出場権を獲得する。

#### 浦河競馬祭で行われる競走
- 馬フェスタオープニングカップ（トロッター）
- 柏陽館特別（繋駕速歩競走）
- ジョッキーベイビーズ北海道地区予選大会（ポニー）
  - 1回戦　ポニー・サマーダッシュ・ダービー
  - 2回戦　北海道地区代表決定戦
- 神威岳特別（F1馬予選大会）
- うらら湖特別 GIII（F1馬決勝大会）
- 天満街道記念 GII（軽種馬=サラブレッド・アングロアラブ対象の予選大会上位入賞馬による決勝大会）
- 全日本純和種カップ GII（日本産馬限定大会）
- 浦河ダービー GI（ポニー）
- シンザングランプリ GI（軽種馬）